# Ктунаха
Ктуна́ха, кутена́и, кутене́й, кутенэ́ (англ. Kutenai) — один из индейских народов культурного ареала Плато. Проживают в Канаде, в гористых районах на юго-востоке Британской Колумбии (4 общины: ?Akisq’nuk First Nation (Уиндермер), Lower Kootenay (Крестон), St. Mary’s (Крэнбрук), Tobacco Plains (Грасмер), Shuswap (Инвермер)), а также в США в северо-западной Монтане в резервации Флатхед и в резервации Кутеней в северо-восточном Айдахо (по 1 общине) и вне общины в штате Вашингтон.
Некогда важное племя бассейна реки Колумбия и Скалистых гор, они оставили значительный след в топонимии Канады и США в форме, усвоенной ранними европейскими поселенцами: англ. Kootenai и т. п. (Кутеней, Кутенай). Название народа изменено на самоназвание ктунаха, поскольку более раннее название кутенай происходило из языка черноногих.

## Группы и расселение
Существуют заметные культурные различия между верхними ктунаха (живущими в районе городов Инвермер и Уиндермер в Британской Колумбии и в районе Элмо в резервации Флатхед в штате Монтана) и нижними ктунаха, проживающими в районе городов Крестон, Грассмер и Кранбрук в Британской Колумбии, а также в США около Боннерс-Ферри в Айдахо.
Основной организацией, объединяющей ктунаха, является племенной совет Ktunaxa Nation Council Society. Община кинбаскет народа шасвоп (Shuswap), в давние времена почти истреблённая черноногими и нашедшая убежище и поддержку у ктунаха, разделявшая с ними язык и места обитания и включавшаяся прежде в племенной совет ктунаха-кинбаскет, в начале XXI века вернулась в лоно родного народа и племенного совета Shuswap Nation Tribal Council.

## История и межплеменные связи
В Канаде ктунаха живут вместе с салишскими племенами, с которыми состояли в союзе ещё до прихода европейцев. Союзы были необходимы для противостояния крупному племенному союзу черноногих, на земли которых жители Скалистых гор совершали ежегодные экспедиции для охоты на бизонов.
Засвидетельствовано значительное позднее культурное влияние кри. Характерный для ктунаха «осетровый нос» каноэ предположительно связывает их с эвенками Приамурья.
Имеют место значительные по дальности перемещения групп ктунаха, в том числе посещение теми из них, кто живёт в США, своих традиционных территорий в Канаде.
При первом контакте с европейцами численность ктунаха определялась в 1200 человек. В настоящее время общая численность народа составляет более 1980 человек.
Рост численности (вместо уменьшения) этого небольшого племени в условиях вымирания представителей других аборигенных народов миссионеры на рубеже XIX—XX веков объясняли их высокими моральными качествами и чистоплотностью.
В сентябре 1974 года ктунаха Айдахо объявили ненасильственную войну Соединённым Штатам Америки. Основанием для этого стало отсутствие подписанного мирного договора между племенем и США, характерное для большинства других аборигенных народов. После объявления войны племя выпустило облигации военного займа стоимостью $1 США, дизайн облигаций выполнила известная художница Эмили Турейн (Эмили Радуга, Emilie (rainbow) Touraine). Эта война обошлась без кровопролития (в отличие от событий в Вундед-Ни в 1973). В результате малозначимому до этого племени под резервацию было предоставлено 5.1 га земли.

## Язык
В изолированном языке кутенэ выделяют два основных диалекта, связанные с соответствующими группами внутри племени: верхний и нижний кутенэ, отличающиеся, главным образом, словарным составом.
По данным переписи 1990 года, в США языком в той или иной степени владело 102 человека. В Канаде (2006 год) число носителей составило 200 человек. Свободно говорили на языке кутенэ только 12 человек. Большинство носителей перешло на английский.